# Erannis tauriphila
Erannis tauriphila är en fjärilsart som beskrevs av Eugen Wehrli 1940. Erannis tauriphila ingår i släktet Erannis och familjen mätare. Inga underarter finns listade i Catalogue of Life.